# Championnats d'Europe d'escrime 1997
Navigation
Édition précédente Édition suivante
Les championnats d'Europe d'escrime 1997 se sont disputés à Gdańsk en Pologne en 1997.  La compétition est organisée par la fédération polonaise d'escrime, sous l'égide de la Confédération européenne d'escrime a vu s'affronter des tireurs des différents pays européens lors de 5 épreuves différentes. Les épreuves par équipes sont de nouveau absentes.

## Médaillés
| Épreuves                              | Or                   | Argent             | Bronze                           |
| ------------------------------------- | -------------------- | ------------------ | -------------------------------- |
| Épée                                  |                      |                    |                                  |
| Hommes individuel résultats détaillés | Gábor Boczkó         | Kaido Kaaberma     | Bartłomiej Kurowski Péter Vánky  |
| Femmes individuel résultats détaillés | Ildikó Mincza-Nébald | Katja Nass         | Anna Femi Monika Maciejewska     |
| Fleuret                               |                      |                    |                                  |
| Hommes individuel résultats détaillés | Adam Krzesiński      | Serhiy Holubytskyy | Michael Ludwig Jean-Noël Ferrari |
| Femmes individuel résultats détaillés | Laura Badea          | Roxana Scarlat     | Monika Weber Anna Rybicka        |
| Sabre                                 |                      |                    |                                  |
| Hommes individuel résultats détaillés | Alexei Frossine      | András Décsi       | Julien Pillet Steffen Wiesinger  |

## Tableau des médailles
| Rang  | Nation    | Or | Argent | Bronze | Total |
| ----- | --------- | -- | ------ | ------ | ----- |
| 1     | Hongrie   | 2  | 1      | 0      | 3     |
| 2     | Roumanie  | 1  | 1      | 0      | 2     |
| 3     | Pologne   | 1  | 0      | 3      | 4     |
| 4     | Russie    | 1  | 0      | 0      | 1     |
| 5     | Allemagne | 0  | 1      | 2      | 3     |
| 6     | Estonie   | 0  | 1      | 0      | 1     |
| 6     | Ukraine   | 0  | 1      | 0      | 1     |
| 8     | France    | 0  | 0      | 2      | 2     |
| 9     | Autriche  | 0  | 0      | 1      | 1     |
| 9     | Italie    | 0  | 0      | 1      | 1     |
| 9     | Suède     | 0  | 0      | 1      | 1     |
| Total | Total     | 5  | 5      | 10     | 20    |